# Zdeněk Fekar
Zdeněk Fekar (* 28. listopadu 1967 Ostrava) je marketér, učitel, novinář, vydavatel a organizátor literárních akcí. V současnosti pracuje jako poradce v oboru marketingových komunikací . V sezóně 2016/17 byl členem výkonného výboru PR Klubu .

## Život

### Literární začátky
Už jako student Střední průmyslové školy potravinářské technologie tíhnul k literatuře. Jako středoškolák napsal a vlastním nákladem vydal několik básnických sbírek a byl jedním z vydavatelů třídního časopisu Podskalák. V roce 1987 několik jeho literárních etud zaznělo v pořadu Zelené peří v pražském divadle Rubín.
Po střední škole nastoupil do podniku zahraničního obchodu. Od té doby se profesně věnoval obchodu, psaní ale zůstalo jeho koníčkem a později se stalo i profesí.

### Žurnalistika, literatura a byznys
V roce 1996 získal diplom Českého institutu pro marketing CIMA a o rok později nastoupil do ekonomické redakce Mladé fronty Dnes. Následujících sedm let se plně věnoval novinařině, specializoval se na reklamu, média, obchod a služby. Kromě MF Dnes pracoval mimo jiného v týdenících Strategie, Profit a Euro či v online deníku Peníze.cz. Jako zakládající šéfredaktor a později zástupce šéfredaktora působil i v neúspěšném bulvárním Deníku Impuls, svoji novinářskou kariéru završil krátkým angažmá v Lidových novinách.
V prosinci 1998 založil internetový literárně-společenský magazín Tramvaj Načerno. O šest let později vydávání časopisu převzalo stejnojmenné občanské sdružení založené členy redakce, Zdeněk Fekar byl šéfredaktorem titulu do června 2005. Pod hlavičkou časopisu společně s několika členy týmu, především ale se Zorou Šimůnkovou spoluorganizoval několik autorských literárních večerů.
Po ukončení novinářské dráhy pracoval sedm let jako šéf marketingu a public relations v největším knihkupeckém řetězci Kanzelsberger. Mimo jiného zde zavedl věrnostní program Klub Kanzelsberger, uvedl firmu do světa sociálních sítí a organizoval desítky knižních křtů a autogramiád, včetně několika fanouškovských večerů u příležitosti nových vydání série Harryho Pottera.
Od roku 2014 se pod hlavičkou vlastní firmy e.vox věnuje marketingovému poradenství, zejména public relations, sociálním médiím a copywritingu.

### Student a učitel
V roce 2008 získal bakalářský titul ve studijním programu manažerské ekonomiky Nottingham Trent University vyučovaném B.I.B.S. a v roce 2011 se stal magistrem v oboru marketingové komunikace na Fakultě multimediálních komunikací Univerzity Tomáše Bati ve Zlíně.
Od školního roku 2020/21 je členem pedagogického sboru pražské Střední školy designu a umění, knižní kultury a ekonomiky Náhorní. V roce 2017/18 vedl jeden ze studentských týmů jako externí učitel modulu Specializační dílna – agentura PubliCity na Vyšší odborné škole publicistiky. V letech 2008 až 2015 byl externím učitelem předmětů Propagace a Management a marketing na Střední škole knižní kultury. V rámci svého předmětu pravidelně studenty zapojoval do projektu Studenti píší Wikipedii.